# Генріх Прассдорф
Генріх «Гайнц» Прассдорф (нім. Heinrich "Heinz" Praßdorf; 7 грудня 1918, Росток — 8 листопада 2000, Росток) — німецький підводник, обермашиніст крігсмаріне. Кавалер Лицарського хреста Залізного хреста.

## Нагороди
- Нагрудний знак підводника (25 жовтня 1939)
- Залізний хрест
  - 2-го класу (29 грудня 1939)
  - 1-го класу (28 жовтня 1941)
- Фронтова планка підводника в бронзі (1945)
- Лицарський хрест Залізного хреста (21 квітня 1945) — як головний машиніст підводного човна U-1203.